# Passo do Sobrado
Passo do Sobrado è un comune del Brasile nello Stato del Rio Grande do Sul, parte della mesoregione Centro Oriental Rio-Grandense e della microregione di Cachoeira do Sul.
La popolazione era di 6011 persone al censimento 2010. Copre un'area di 265.108 km².